# Mazatecochco
Mazatecochco är en ort i Mexiko.   Den ligger i kommunen Mazatecochco de José María Morelos och delstaten Tlaxcala, i den sydöstra delen av landet, 100 km öster om huvudstaden Mexico City. Mazatecochco ligger 2 314 meter över havet och antalet invånare är 9 671.
Terrängen runt Mazatecochco är platt åt sydväst, men åt nordost är den kuperad. Runt Mazatecochco är det mycket tätbefolkat, med 1 632 invånare per kvadratkilometer. Närmaste större samhälle är Puebla de Zaragoza, 15,7 km söder om Mazatecochco. I omgivningarna runt Mazatecochco växer huvudsakligen savannskog.